# Berea (Kentucky)
Berea és una població dels Estats Units a l'estat de Kentucky. Segons el cens del 2000 tenia 9.851 habitants.

## Demografia
Segons el cens del 2000, Berea tenia 9.851 habitants, 3.693 habitatges, i 2.426 famílies. La densitat de població era de 407,7 habitants/km².
Dels 3.693 habitatges en un 32% hi vivien nens de menys de 18 anys, en un 50,1% hi vivien parelles casades, en un 12,9% dones solteres, i en un 34,3% no eren unitats familiars. En el 29,3% dels habitatges hi vivien persones soles l'11,6% de les quals corresponia a persones de 65 anys o més que vivien soles. El nombre mitjà de persones vivint en cada habitatge era de 2,34 i el nombre mitjà de persones que vivien en cada família era de 2,88.
Per edats la població es repartia de la següent manera: un 21,6% tenia menys de 18 anys, un 20,5% entre 18 i 24, un 25,7% entre 25 i 44, un 19,5% de 45 a 60 i un 12,7% 65 anys o més.
L'edat mediana era de 30 anys. Per cada 100 dones de 18 o més anys hi havia 77,2 homes.
La renda mediana per habitatge era de 30.480 $ i la renda mediana per família de 35.505 $. Els homes tenien una renda mediana de 29.763 $ mentre que les dones 22.102 $. La renda per capita de la població era de 15.025 $. Entorn del 14,7% de les famílies i el 17,5% de la població estaven per davall del llindar de pobresa.

## Poblacions més properes
El següent diagrama mostra les poblacions més properes.